# Та Тху Тхау
Та Тху Тхау (вьет. Tạ Thu Thâu; 5 мая 1906, д. Тан Бинь; Лонгсюен — сентябрь 1945, Куангнгай) — деятель вьетнамского троцкистского движения. Участник движения за национальное освобождение Вьетнама от французского владычества.

## Биография
Родился в центре рисоводческого района дельты реки Меконг. Третий ребёнок в бедной семье сельского плотника Та Ван Шока. Получив начальное образование, был вынужден работать (прислуживать в доме деревенского старосты и обучать его сына), чтобы продолжить учёбу. Блестяще учился, получил бакалаврский диплом в 1925 году.
Участник вьетнамского студенческого движения второй половины 1920-х годов. С марта 1926 года один из лидеров «Партии молодежи». В декабре 1926 года вместе с будущим коммунистическим функционером Нгуен Кхань Тоаном издал один номер франкоязычной газеты «Някуе» (вьет. «Nhà Quê», «Крестьянин»).

### Учёба во Франции
В ноябре 1927 года зачислен на факультет естественных наук и математики Парижского университета. Вдохновляясь примерами старших деятелей национально-освободительного движения Вьетнама и других азиатских стран, начал изучать и коммунистическую литературу («Азбуку коммунизма» Н. И. Бухарина и Е. А. Преображенского и «Историю РКП (б)» Г. Е. Зиновьева). Как и многие молодые люди его поколения, от вьетнамского революционного национализма перешёл к марксизму.
С 1928 года один из руководителей партии «Независимый Вьетнам», поначалу поддерживавшей связи с Французской коммунистической партией. Та Тху Тхау даже предлагали отправиться на учёбу в Коммунистический университет трудящихся Востока в Москву, но он отказывался. В начале 1929 года партия «Независимый Вьетнам», оказавшаяся в политической изоляции, была запрещена.

### В троцкистском движении

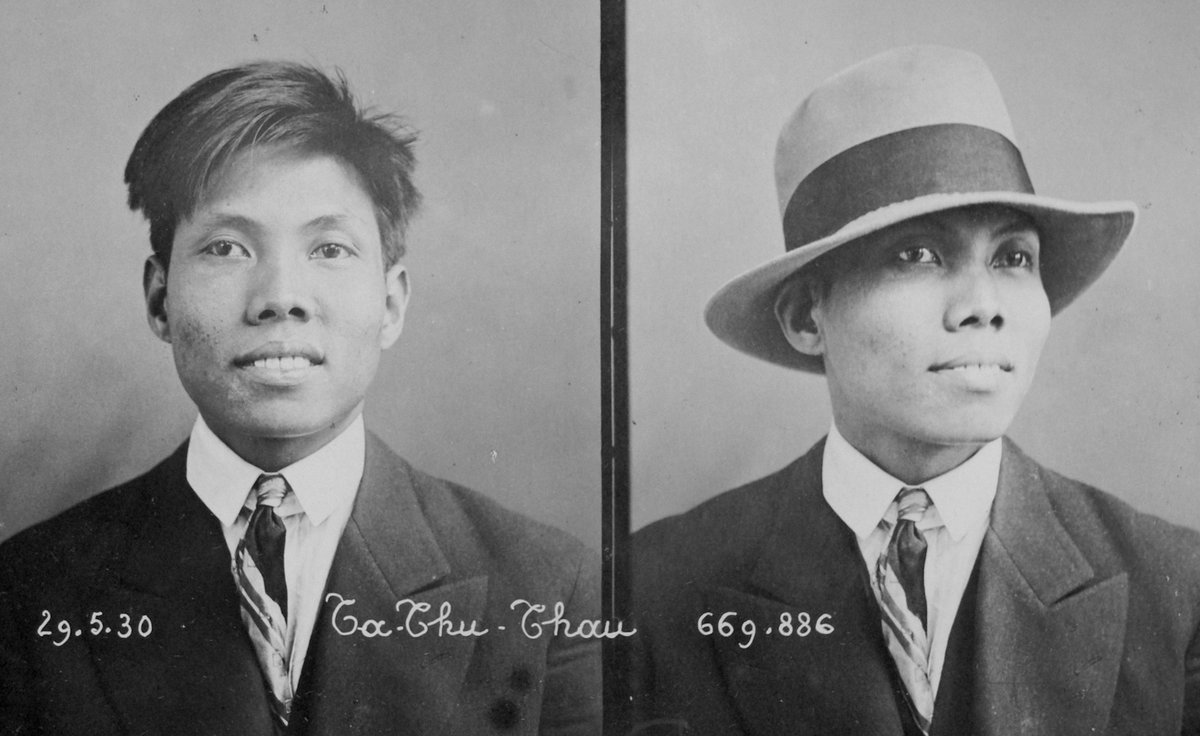
Полицейский снимок Та Тху Тхау после его задержания в Париже, 1930 год

С 1929 года — троцкист. Вначале познакомился с супругами Морисом и Магдаленой Паз из троцкистской группы «Контр ле куран» (фр. «Contre le Courant», «Против течения»), затем попал в официальный орган Левой оппозиции во Франции — журнал «Веритэ» («La Vérité», «Правда»). Её первый редактор Альфред Росмер пишет Л. Д. Троцкому о Та Тху Тхау и его товарищах:

Сейчас неожиданно мы обнаружили не одного товарища, а целую группу, и первоклассную группу… Эти индокитайские товарищи, интеллектуалы и рабочие, были в оппозиции достаточно долгое время…, но мы ничего не знали о них… Если сравнивать их с нашими новыми членами, то они находятся намного выше среднего уровня.
20 — 31 июля 1929 года участвовал во Франкфуртском конгрессе Антиимпериалистической лиги, после которого вошёл в её Генеральный Совет. Участвовал в создании издания «Группы вьетнамских эмигрантов» (преемницы «Независимого Вьетнама») «Тиенкуан» («Tiền Quân», «Авангард»). Состоял в переписке с деятелями международного троцкистского движения, включая голландца Хенка Сневлита, предоставившего для «Тиенкуан» амстердамский адрес. В мае 1930 года в числе 19 своих товарищей (Фан Ван Тянь и др.) выслан из Франции за участие в митинге перед Елисейским дворцом в Париже с перекрытием улицы, направленном против смертных приговоров участникам солдатского восстания во вьетнамском Йенбае.

### Лидер вьетнамского троцкизма

Флаг группы «Ля Лютт»

Один из организаторов индокитайской левой оппозиции. Поскольку в 1932 году французская колониальная администрация подвергла преследованиям всех левых — и троцкистов из ИЛО, и сталинистов из КПИК, — они объединились в единый фронт, уникальный случай в мировом коммунистическом движении того времени. В 1933 году Та Тху Тхау участвовал в создании газеты «Ля Лютт» («Борьба»), выступавшей как орган этого союза. Кроме того, он также сотрудничал с литературным обозрением «Донгнай» («Đồng Nai»). Неоднократно подвергался арестам; когда в 1937 году его в числе других товарищей арестовали и приговорили к двум годам тюремного заключения и пяти годам ссылки в отдаленные районы, из тюрьмы в 1939 году он вышел инвалидом (часть тела была парализована). Вместе с тем, репрессии против троцкистов приводили к росту их авторитета среди местного населения.
С 1935 года Та Тху Тхау — депутат Муниципального совета Сайгона (из 6 мест в совете по 2 депутата представляли троцкистов и сталинистов). В 1936 году выступил с критикой французского Народного фронта за неоказание правительством Леона Блюма помощи испанским республиканцам во время гражданской войны и продолжение колониальной политики, в связи с чем с ним вёл полемику его товарищ Нгуен Ан Нинем. В 1939 году избран в Колониальный совет Кохинхины (на выборах в Сайгонский муниципалитет троцкисты получили 80 % голосов и половину мест). В октябре 1939 года арестован английскими властями в Сингапуре и выслан в Сайгон. С 1940 по 1944 год находился в тюрьме на о-ве Пуло Кондор.

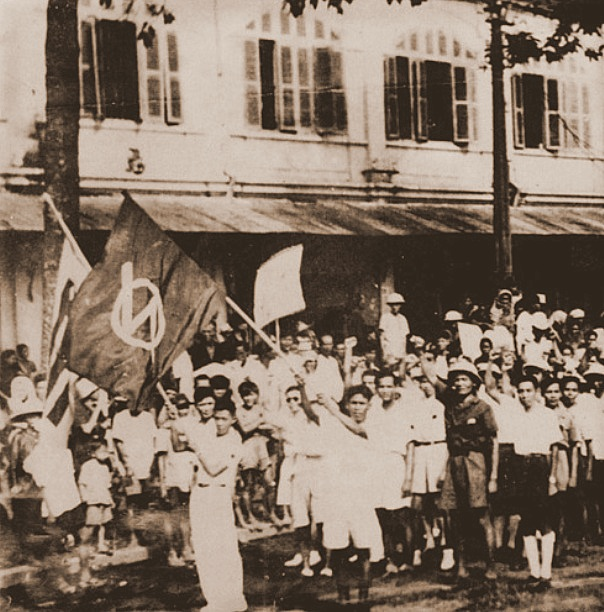
Троцкистская демонстрация в Сайгоне 21 августа 1945 года

### Преследования и гибель
Возглавлял секцию Четвёртого интернационала во Вьетнаме. В 1945 году один из основателей троцкистской Рабочей революционной партии. В апреле 1945 года отправился на Север Вьетнама, в Тонкин, где встретил дружественную группу, подпольно организовывавшую крестьян и горняков и издававшую бюллетень «Chien Dau».
На Севере Та Тху Тхау рассчитывал провести переговоры с Хо Ши Мином, надеясь восстановить единый фронт. Вместо этого бывшие товарищи объявили охоту на троцкистов. После Августовской революции Та Тху Тхау был арестован властями Вьетминя в провинции Куангнгай и предан показательному суду, на котором держался стойко. В конце сентября 1945 года расстрелян.
Его сторонники, поднявшие восстание в Сайгоне против восстановления колониального владычества Франции и провозгласившие здесь коммуну, вскоре оказались зажаты в тисках между французскими войсками и сталинистами; выжить удалось немногим. Год спустя в Париже Даниэль Герен поинтересовался судьбой Та Тху Тхау у Хо Ши Мина, на что тот ответил: Тхау был «великим патриотом и мы скорбим по нему, но все, кто не пойдет по указанному нами пути, будут раздавлены».